# Маринвердер (Барним)
Маринвердер (њем. Marienwerder) општина је у њемачкој савезној држави Бранденбург. Једно је од 24 општинска средишта округа Барним. Према процјени из 2010. у општини је живјело 1.757 становника. Посједује регионалну шифру (AGS) 12060154.

## Географски и демографски подаци
Маринвердер се налази у савезној држави Бранденбург у округу Барним. Општина се налази на надморској висини од 35 метара. Површина општине износи 40,0 km². У самом мјесту је, према процјени из 2010. године, живјело 1.757 становника. Просјечна густина становништва износи 44 становника/km².

## Међународна сарадња
| Мјесто | Држава    | Врста сарадње | Од    |
| ------ | --------- | ------------- | ----- |
|        | Шведска   | пријатељство  | 1991. |
|        | Француска | партнерство   | 1994. |
| Нејле  | Данска    | пријатељство  | 1993. |
| Извор  |           |               |       |